# Magikerns handbok
Magikerns handbok är ett tillbehör till rollspelet Drakar och Demoner, utgivet 1993 av Äventyrsspel.
Magikerns handbok innehåller regler och riktlinjer för hur man skapar och rollspelar olika typer av magiker liksom hur man driver en kampanj med magiker. Vidare utökades magireglerna från 1991 års upplaga av spelet med nya magiskolor och besvärjelser.
Till skillnad från den tidigare Drakar och Demoner Magi som bara var en sammanställning av alla magiregler som Äventyrsspel publicerat så var Magikerns handbok genomarbetad och nyskriven från grunden och innehöll en hel del nytänkande.

## Fotnot
1. ↑  På baksidan angavs "helst 1991 års upplaga" till skillnad från alla andra tillbehör som gavs ut efter 1991.